# Liechtenstein i olympiska sommarspelen 2016
Liechtenstein deltog med tre deltagare vid de olympiska sommarspelen 2016 i Rio de Janeiro. Ingen av landets deltagare erövrade någon medalj.